# 後立山連峰
後立山連峰（日语：／）是日本飛驒山脈（北阿爾卑斯）黑部川東側的山群。與黑部川對岸的立山連峰對望。

## 概要
後立山連峰山稜是富山縣與新潟縣的縣界，以及富山縣與長野縣的縣界。最高峰是標高2,932公尺的白馬岳。山岳上部是林木線高山帶，有偃松等高山植物生長，也是岩雷鳥棲息地。
後立山連峰北端是舊北陸道最大險處、位於日本海岸的親不知斷崖。南端一般認為是針之木岳與蓮華岳之間的針之木峠。其往前可通往裏銀座。東側是中央地塹帶大斷層的陡峭地形，西側則是和緩斜坡。東斜面還有白馬大雪溪與針之木雪溪等萬年雪谷地。
「後立山」是立山背後的意思，為越中國（富山縣）側視角的稱呼。越中古文獻也有同為「後立山（ごりゅうざん）」的山名，是指現在的鹿島槍岳。相較於立山是歷史悠久的信仰對象，後立山連峰的宗教色彩較為淡薄。
1584年（天正12年），佐佐成政在積雪期越過針之木岳（「さらさら越え」，但後世看法不一。）。1640年以後則有加賀藩奥山廻在此活動。1880年，橫斷後立山連峰的收費道路（立山新道）開通，但僅開放兩年便終止營業。1934年（昭和9年）12月4日，長栂山北側的特別天然紀念物「白馬岳連山高山植物帶」至南部山域指定為中部山岳國立公園。從親不知至針之木峠的主稜線有整備登山道。其中，親不知至朝日岳的北部登山道稱栂海新道。各要處也設有山小屋與避難小屋，白馬岳山頂下方的白馬山莊是日本收容能力最大規模的山小屋，有眾多登山者到訪。

## 主要山岳

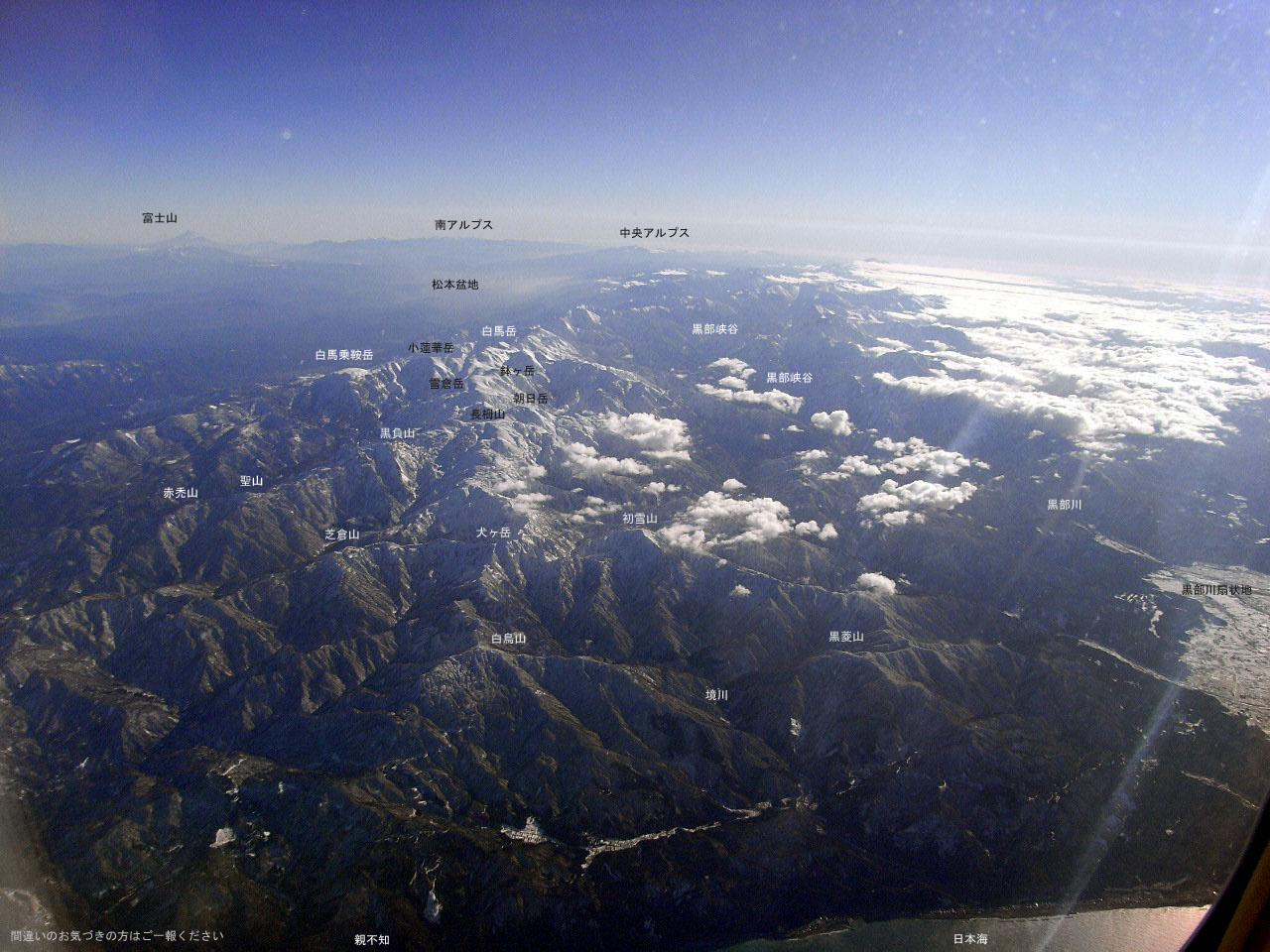
親不知上空所見的後立山連峰

| 山容 | 名稱       | 標高 （m） | 三角點等級 基準點名 | 白馬岳的 方向與距離 (km) | 備註                                                 |
| ---- | ---------- | ---------- | ------------------- | ------------------------ | ---------------------------------------------------- |
|      | 白鳥山     | 1,286.9    | 三等「しな谷」      | 北北西 21.1              | 白鳥小屋                                             |
|      | 菊石山     | 1,209.8    | 三等「法り込」      | 北北西 19.0              |                                                      |
|      | 犬岳       | 1,592.5    | 二等「犬ケ岳」      | 北北西 16.9              | 栂海山莊                                             |
|      | 初雪山     | 1,615.0    | 三等「初雪山」      | 北北西 21.0              |                                                      |
|      | 風吹岳     | 1,888      |                     | 東北 9.5                 | 風吹大池                                             |
|      | 朝日岳     | 2,417.97   | 二等「雪倉」        | 北北西 8.0               | 日本三百名山 朝日小屋                                |
|      | 乘鞍岳     | 2,469      |                     | 東北 4.9                 | 白馬大池東方                                         |
|      | 雪倉岳     | 2,610.87   | 三等「六兵衛」      | 北 4.0                   | 日本二百名山 雪倉岳避難小屋                          |
|      | 清水岳     | 2,603      |                     | 西 3.6                   |                                                      |
|      | 鉢岳       | 2,563      |                     | 北北西 2.5               | 長池                                                 |
|      | 小蓮華山   | 2,766      |                     | 東北 2.3                 | 山頂部崩落                                           |
|      | 白馬岳     | 2,932.24   | 一等「白馬岳」      | 0                        | 後立山連峰最高峰 日本百名山 白馬山莊、白馬岳頂上宿舍 |
|      | 旭岳       | 2,867      |                     | 西 1.1                   |                                                      |
|      | 杓子岳     | 2,812      |                     | 南 2.0                   |                                                      |
|      | 鑓岳       | 2,903.11   | 三等「鎗ケ岳」      | 南 3.0                   | 白馬鑓溫泉                                           |
|      | 不歸岳     | 2,053.5    | 三等「狢谷」        | 西 6.1                   | 不歸岳避難小屋                                       |
|      | 唐松岳山   | 2,695.8    | 二等「唐松谷」      | 南 7.9                   | 日本三百名山 八方尾根、唐松岳頂上山莊                |
|      | 白岳       | 2,541      |                     | 南 10.4                  | 遠見尾根、五龍山莊                                   |
|      | 五龍岳     | 2,814      |                     | 南 11.1                  | 日本百名山                                           |
|      | 鹿島槍岳   | 2,889.08   | 二等「鹿島入」      | 南 14.9                  | 日本百名山 切戶（キレット）小屋                      |
|      | 爺岳       | 2,669.82   | 二等「祖父岳」      | 南 18.9                  | 日本三百名山 種池山莊、冷池山莊                      |
|      | 岩小屋澤岳 | 2,630.3    | 三等「西岳」        | 南南西 20.5              |                                                      |
|      | 鳴澤岳     | 2,641      |                     | 南南西 21.8              | 新越山莊                                             |
|      | 赤澤岳     | 2,677.8    | 三等「牛小屋沢」    | 南南西 22.7              |                                                      |
|      | スバリ岳   | 2,752      |                     | 南南西 24.6              |                                                      |
|      | 針之木岳   | 2,820.6    | 三等「野口」        | 南南西 25.3              | 日本二百名山 針之木小屋                              |

## 地理

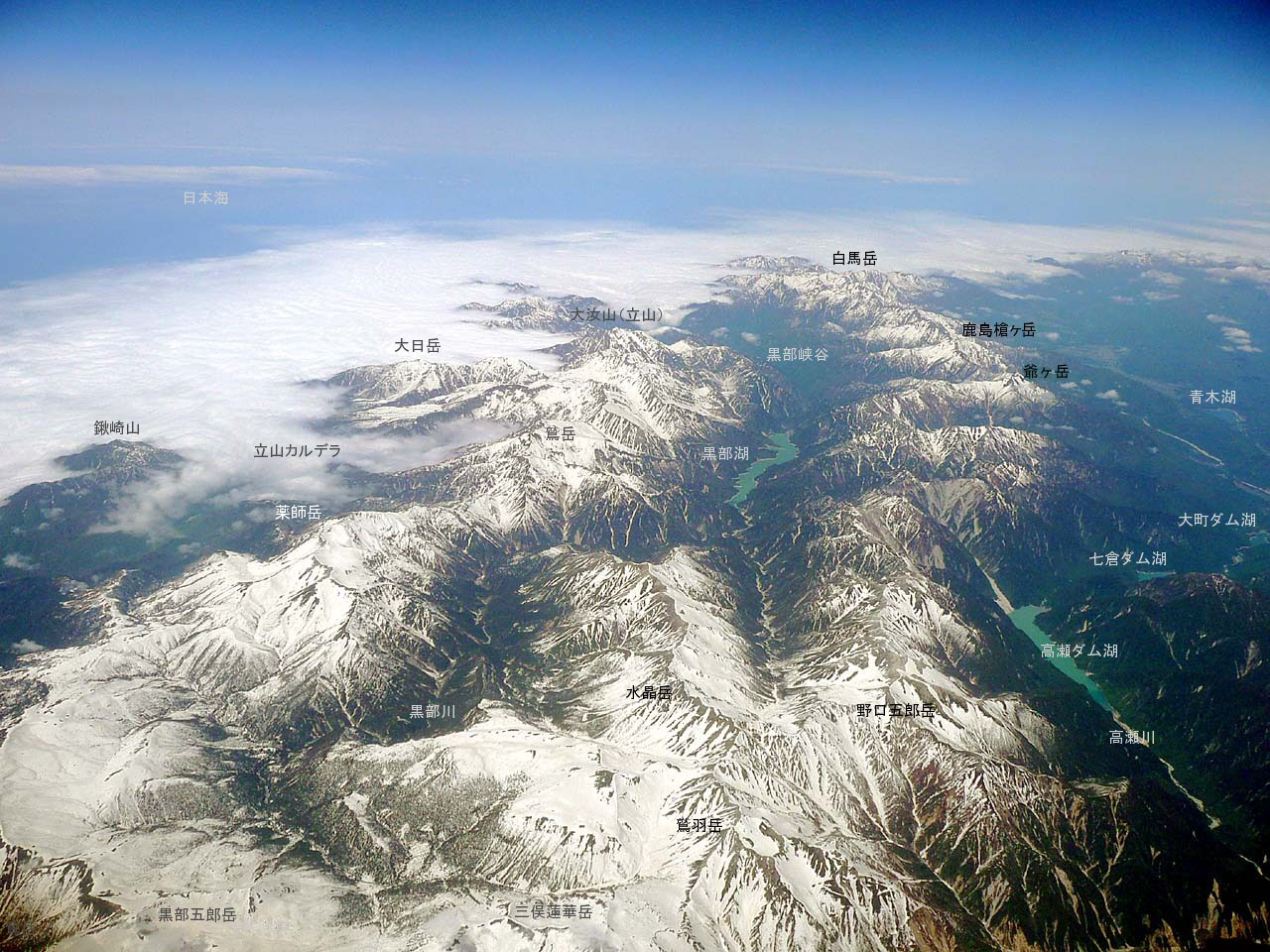
黑部川源流部
右上鹿島槍岳所在的山稜是後立山連峰

唯一貫穿山脈的隧道是關西電力黑部水壩建設時開鑿的關電隧道。現在是立山黑部阿爾卑斯山脈路線的關電隧道電氣巴士專用道。

### 河川
山脈西及東側有以下河川以後立山連峰為源頭。這些河川皆流入日本海。
- 境川（日语：境川 (富山県・新潟県)）
- 黑部川
- 姬川（日语：姫川）
- 高瀨川（日语：高瀬川 (長野県)）

### 滑雪場
日本海側是豪雪地帶，長野縣側的東斜面有以下滑雪場。
- 白馬科爾蒂納滑雪場（日语：白馬コルチナ国際スキー場）
- 白馬乘鞍溫泉滑雪場（日语：白馬乗鞍温泉スキー場）
- 栂池高原滑雪場（日语：栂池高原スキー場）
- 白馬岩岳滑雪場（日语：白馬岩岳スノーフィールド）
- 白馬八方尾根滑雪場（日语：白馬八方尾根スキー場）
- Hakuba47冬季運動公園（日语：Hakuba47ウィンタースポーツパーク）
- 白馬五龍滑雪場（日语：白馬五竜スキー場）
- 白馬SANOSAKA滑雪場（日语：白馬さのさかスキー場）
- 鹿島槍滑雪場（日语：鹿島槍スキー場）
- 爺ヶ岳スキー場（日语：爺ヶ岳スキー場）

### 周邊溫泉
山腰有以下溫泉。
- 蓮華溫泉（日语：蓮華温泉）
- 白馬鑓溫泉（日语：白馬鑓温泉）
- 白馬八方溫泉（日语：白馬八方温泉）
- 祖母谷溫泉（日语：祖母谷温泉）

## 相關圖片
| 五龍岳到杓子岳的稜線 白馬村北城 | 立山連峰與後立山連峰 黑部川河口 |

## 相關書籍
- 中西俊明. . ヤマケイ アルペンガイド9. 山と渓谷社. 2008-5. ISBN 9784635013536.
- 藤瀬親実. . ほおずき書籍. 2008-7. ISBN 9784434120398.
- . 山と高原地図 2011年版. 昭文社. 2011-3. ISBN 9784398757746.
- . 山と高原地図 2011年版. 昭文社. 2011-3. ISBN 9784398757753.